# La giovane tarantina
La giovane tarantina (La Jeune Tarentine) è una scultura marmorea realizzata dallo scultore neoclassico Alexandre Schoenewerk nel 1871.

## Storia
La statua si ispira ad un poema omonimo di André Chénier, poeta francese vissuto alla fine del Settecento, giustiziato a soli 31 anni durante la Rivoluzione. Presentata al Salone del 1872, quest'opera venne acquistata subito dal servizio di acquisto degli artisti viventi. Assegnata nel 1874 ai musei nazionali, venne esposta al museo del Lussemburgo e poi al museo del Louvre a partire dal 1876. Questo lavoro è stato esposto presso il Museo Nazionale Castello di Compiègne dal 1881 al 1984 per poi passare al Museo d'Orsay di Parigi.
L'opera vuole dimostrare quanto fosse vivo il "mito" della Taranto classica negli ambienti culturali europei del Neoclassicismo.

## Descrizione
La scultura raffigura una fanciulla tarantina che, secondo la poesia di Chénier, doveva recarsi nella città siciliana di Camarina per raggiungere il suo promesso sposo. Tuttavia, mentre si trova sulla nave, un colpo di vento la fa precipitare in acqua, dove annega. La ninfa Tetide si commuove e chiede alle Nereidi di portare il corpo della ragazza fino alla spiaggia sicula, per evitare che i suoi resti vengano divorati dalle creature marine. La tarantina si trova su un piccolo piedistallo avvolto da un velo, sul quale poggia la parte inferiore del corpo, mentre quella anteriore cade più in basso. I suoi occhi sono chiusi in un sonno eterno. Alla base si trovano alcuni versi tratti dalla poesia di André Chénier.